# Jonny Wilkinson
Jonathan Peter "Jonny" Wilkinson er en engelsk rugbyspiller, født 25. maj 1979 i Frimley, Surrey, England.
Han spiller til dagligt i Newcastle Falcons i den højeste Rugby Union liga i England.
Johnny har rekorden for flest point scoret på det engelske landshold. Han åbnede denne rekord i den unge alder af 21 år.